# 头孢尼西
头孢尼西（英语：Cefonicide或Cefonicid）是头孢菌素抗生素。

## 合成
与头孢孟多相关的注射用半合成头孢菌素抗生素，q.v.

Cefonicid synthesis:

通过用适当取代的四唑硫醇 (2) 亲核置换 (1) 的 3-乙酰氧基部分可以方便地合成头孢尼西。扁桃酸酰胺C-7侧链让人联想到头孢孟多。